# Johan Gadolin
Johan Gadolin (Turku, 1760. június 5. – Mynämäki, Nyugat-Finnország, 1852. augusztus 15.) finn kémikus, fizikus és mineralógus. Gadolin fedezte fel az ittrium elemet. Ő volt a finn kémia elindítója.

## Előélete
Johan Gadolin a finnországi Turkuban született. 15 évesen matematikát kezdett tanulni az Åbo Akadémián. Hamarosan a matematikát túl nehézkesnek és elméletinek találta, így váltott át kémiára. 1779-ben Gadolin az Uppsalai Egyetemen tanult Torbern Bergman keze alatt.

## Kémikusi tevékenysége
Gadolin azzal vált híressé, hogy felfedezte az első gyakori földelemet. 1792-ben Gadolin talált egy darab fekete, nehéz ásványt Svédországban, egy Stockholm melletti faluban, Ytterbyben. Óvatos kísérletekkel megállapította, hogy egy gyakori földoxidról van szó, amit később ittriának neveztek el. Ittria, vagy ittrium oxid volt az első ismert gyakori földfém vegyület, amit elemnek ismertek el.
Az ásványt, amit Gadolin felfedezett, 1800-ban gadolinitnak nevezték el. Az elem oxidja is a feltalálójáról, Gadolinról kapta a nevét: gadolínium, gadolinia.

## Tagságai
- Svéd Királyi Tudományos Akadémia
- Orosz Tudományos Akadémia[9]
- Royal Irish Academy, Dublin
- Leopoldina Német Természettudományos Akadémia (1797)[10]
- Göttingeni Tudományos Akadémia(wd) (1804)[11]

## Utóélete
Gadolin 1797-ben az Åbo Akadémia kémiaprofesszora lett. Ő volt az egyik első kémikus, aki laboratóriumot adott diákjainak kísérletezés céljára. Még azt is engedte nekik, hogy az ő magánlaboratóriumát is használják. Ő írta az első flogisztonelmélet-ellenes kémiakönyvet skandináviában.